# Carlo Nangeroni
Carlo Nangeroni, pseudonimo di Charles John Nangeroni (New York, 24 giugno 1922 – Milano, 13 marzo 2018), è stato un pittore e scenografo statunitense.

## Biografia
Carlo Nangeroni nasce a New York il 24 giugno 1922 da famiglia di emigranti lombardi. Dal 1938 al 1942 frequenta i corsi della "Scuola Superiore di Arte Cristiana Beato Angelico" di Milano e nel contempo i corsi serali a Brera dove è allievo di Mauro Reggiani. Nel 1946, ritorna negli Stati Uniti e si stabilisce a New York dove abita la famiglia. Sono anni di esperienze di vita, esperimenti e ricerche nel campo dell'arte a contatto con il rinnovamento della pittura americana e l'affermazione dei suoi maggiori artisti. Nella primavera del 1948 incontra lo scultore Alexander Archipenko, in quei tempi a New York, e ne frequenta lo studio. In quegli anni entra in contatto con le idee ed i protagonisti dell'"action painting" come Willem de Kooning e Franz Kline. Nello stesso periodo conosce e si interessa agli esperimenti su suoni e rumori che il compositore Edgard Varèse conduce nel suo studio-laboratorio di Mac Dougal street. Conosce e frequenta poeti e scrittori come Alastair Reed, Octavio Paz, Jorge Guillén. Nel 1949 allestisce la sua prima esposizione personale alla "New York circulating gallery of paintings". Per un breve periodo dipinge con orientamento astratto espressionista. Le opere di questo periodo verranno poi esposte in una personale del 1958 alla Meltzer gallery della 57ª strada. In quei medesimi anni si occupa di scenografia collaborando con la rete televisiva della "National Broadcasting Company" con allestimenti e realizzazioni per opere liriche e di teatro di prosa, tra le quali, per la lirica " Macbeth" di Verdi, "Il flauto magico" di Mozart, "Amal and the night visitors" di Menotti e produzioni di prosa come "Riccardo secondo" e "Macbeth" di Shakespeare, "Cirano de Bergerac" di Rostand e altri ancora. Comincia ad esporre in collettive presso la "Pennsylvania National Academy" di Philadelphia, il "College of fine Arts" alla University of Illinois, il "Detroit Institute of Arts" di Detroit. Dal 1954 al 1957 lavora ad una serie di opere quasi monocrome (bianco con piccole aggiunte di colore) a forte "texture" e lieve rilievo, dove ricordi figurali si mescolano a partiture inoggettive. Nel 1958 collabora alla realizzazione di un progetto pubblicitario dal titolo "the Chrisalis" di Salvador Dalí per una casa farmaceutica che produceva i primi tranquillanti.

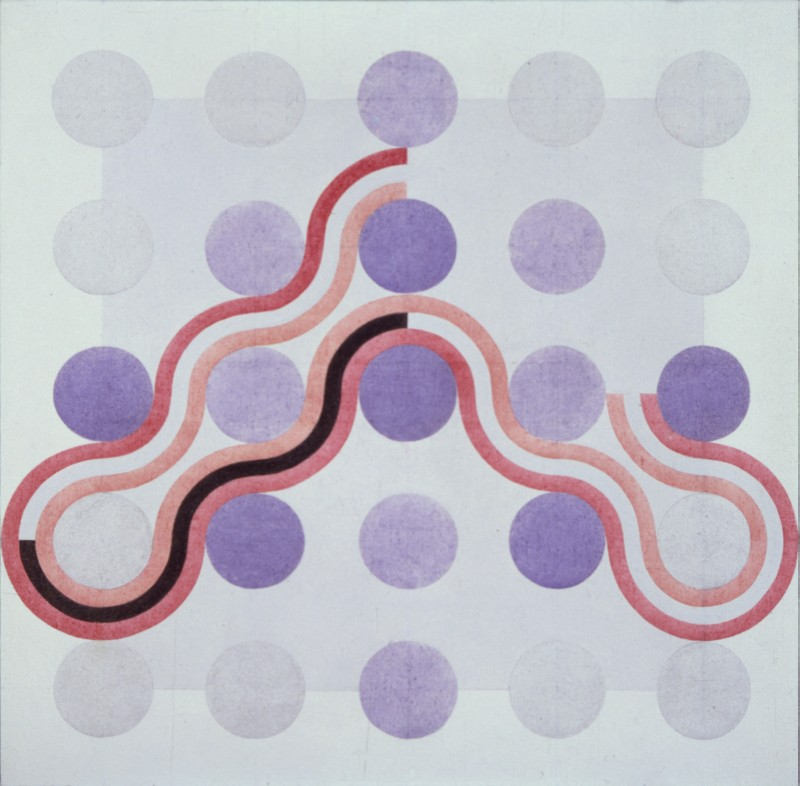

Nel 1958 torna in Italia e si stabilisce a Milano per potersi dedicare esclusivamente alla pittura. Nel novembre 1959 espone per la prima volta in Italia nella galleria Schneider di Roma assieme allo scultore Carmelo Cappello. La mostra viene visitata anche da Willem de Kooning che in quei giorni si trovava a Roma. Nel 1960 ritiene concluso il suo periodo informale e muta le libere pennellate in elementi plastici definiti cominciando a sperimentare un'organizzazione razionale. Da pennellate arcuate derivano elementi semicircolari e da questi nasce il cerchio che diventa una costante di base del suo lavoro. A Milano prende contatto con l'ambiente artistico della città. Incontra artisti come Gianni Colombo, Piero Manzoni, Lucio Fontana, il "Gruppo T", Paolo Schiavocampo, Gianni Brusamolino, Miro Cusumano, i critici Franco Russoli, Marco Valsecchi, Carlo Belloli e molti altri. Nel 1963 conosce il gallerista Bruno Lorenzelli che gli propone un contratto in esclusiva che durerà fino al 1973. Nello stesso anno gli allestisce una mostra personale a Bergamo presentata dal critico Marco Valsecchi. Sempre nel 1963 conosce Emilio Scanavino che lo invita a Calice Ligure nell'entroterra del Savonese dove si è stabilito da poco. Anche per Nangeroni Calice diventerà la sede estiva e poco dopo arriveranno molti artisti italiani e stranieri a formare durante l'estate un'affollatissima colonia. Nangeroni espone per la prima volta a Milano nel 1965 presso la galleria di Bruno Lorenzelli junior con prefazione al catalogo di Michel Seuphor. Nello stesso anno è invitato alla IX Quadriennale di Roma. Nel 1967 viene invitato con Emilio Scanavino, Arturo Bonfanti, Carmelo Cappello e Renato Volpini alla "Art Alliance Foundation" di Philadelphia. Nel 1968 sposa Mary D'Orazio. Negli anni 1968 e 1969 è invitato al "Musèe d'Art Moderne" alle esposizioni di " Realitès Nouvelles". Nel 1968 progetta le scenografie per "El retablo de Maese Pedro" di De Falla, "Job" di Dalla piccola, e "Oedipus Rex" di Strawinski per la stagione del Teatro Comunale Margherita di Genova. Nel 1972 è invitato alla Biennale di Venezia per la grafica. In questi anni opera nell'intento di sviluppare una sua "grammatica" di lavoro, utilizzando prevalentemente gamme di grigi su fondi bianchi e quasi abbandonando il colore.
Nel 1973 è invitato alla X quadriennale di Roma. Dal 1981, affascinato dalle combinazioni, dalle variazioni tematiche e dalle ambiguità del colore esperimenta e sviluppa poi un cromatismo iridescente per mezzo di accostamenti di rette verticali colorate e piccole diagonali che formano un tessuto di microstrutture dove la luce è una preoccupazione costante del suo operare. Nel 1984 esegue un affresco di sei metri per due e ottanta nella tenuta Melzi di Cavaglià (Vercelli). Nel 1986 viene invitato alla Biennale di Venezia nella sezione "Colore, aspetti della ricerca cromatica organizzata" e alla XI Quadriennale di Roma. Continua poi, negli anni novanta, questa sua ricerca frammentando in particelle di colore le campiture, per ottenere una maggiore vibrazione luminosa. Sono del 1994 due grandi esposizioni antologiche al Palazzo Ducale di Massa ed alla bibliomediateca comunale di Terni presentate dal critico Luciano Caramel. Dal 1973 al 2004 è docente presso la "Scuola Politecnica di Design" di Milano. Sue opere si trovano in collezioni negli Stati Uniti, in Francia, in Germania, in Italia, nella collezione d'arte contemporanea della New York University, alla galleria d'arte moderna di Torino e in molteplici altre esposizioni negli Stati Uniti in Francia, Germania, Svizzera.

## Esposizioni principali
- 1958

Bronxville USA – Sarah Laurence College, "The figure in recent American painting"
New York – Madison Square Garden, "Art in USA"
Philadelphia – Pennsylvania National Academy, "Collettiva"
Detroit – Detroit Institute of Arts, "Collettiva"
- 1959

Urbana USA – College of Fine Arts University of Illinois, "Contemporary American Painting and Sculpture"
- 1960

Bat Yam (Israele) – "Peinture Italienne"
- 1961

Basilea – Galerie d'Art Moderne, "Gestalter einer Totalen Visuellen Syntese"
- 1963

Milano – Saletta U.S.I.S., "Quattro pittori Americani"
- 1964

Bergamo – Galleria Lorenzelli, "44 protagonisti della visualità strutturata"
- 1965

New York – "Festival of Arts"
Roma – 1X Quadriennale d'Arte
- 1966

Milano – Palazzo Reale, "Mostra d'Arte contemporanea"
Como – Museo Villa Olmo, "Pittori Contemporanei"
- 1967

Philadelphia (USA) – Philalelphia Art Alliance, "Five artists from Milan"
Torino – Galleria d'arte moderna, "Mostra del museo sperimentale"
- 1968

Alessandria d'Egitto – Biennale de la Mediterranée
Parigi – Musée d'art moderne, "Realités nouvelles"
- 1969

Parigi – Musée d'art moderne, "Realités nouvelles"
- 1970

Menton– Palais de l'Europe, "Exposition Franco–Italienne"
Menton – Palais de l'Europe, "Biennale de Menton"
- 1971

Como – Villa Manzoni, "Immagine oggi in Italia"
- 1972

Menton– Palais de l'Europe, "Biennale de Menton"
Venezia – Biennale d'arte di Venezia (grafica)
- 1973

Roma – X Quadriennale d'arte
- 1974

Paris – Grand Palais, "Grands et jeunes d'aujourd'hui"
- 1975

Berlin Wittenau – Rathaus Galerie Rheinckendorf, "Grafoteca Italiana"
- 1977

Cagnes Sur Mer – Ixfestival international de la peinture
- 1978

Paris – Fiac 78 (Valente Arte Contemporanea)
Il Cairo – Istituto Italiano di Cultura, "Artisti Italiani"
Bucarest e Budapest – Istituto Italiano di Cultura, "Artisti Italiani"
- 1980

Rieti – "biennale nazionale d'arte contemporanea, generazione anni venti"
San Martino di Lupari – Biennale d'arte contemporanea, "Struttura, immagine e percezione"
- 1982

Saarlouis (Germania) – Treffpunct Kunst, "Lyric + Geometrie"
Fontenay en Puisage (Francia) – Chateau du Tremblay, "Peintres italiens en Bourgogne"
- 1984

Tours – Chateau de Tours, "Temps de l'Art. Art du temps"
La Baule, " Temps de l'Art. Art du temps"
- 1985

Torino – Galleria civica d'arte moderna, "Arte italiana degli anni sessanta"
Marostica – III Biennale d'Arte Contemporanea di Marostica, "La visione esatta"
Milano – Fiera di Milano, Biennale d'arte contemporanea (Galleria Arte Struktura)
- 1986

Venezia – Biennale d'arte di Venezia
Roma - XI Quadriennale d'Arte
- 1988

Saarlouis (Germania) – Treffpunkt Kunst, "1988 – 10 jahre" 
- 1990

San Martino di Lupari – Biennale d'arte contemporanea,
- 1991

Paris – Grand Palais, "Decouvertes"
Frankfurt (Germania) – Frankfurter Westend Galerie, "Pittori italiani e tedeschi"
- 1992

Saarlouis (Germania) – Treffpunkt Kunst, "100 Kleine Meisterwerke"
Saarlouis (Germania) – Museum Hans Ludwig, "Collettiva"
- 1994

San Francisco (USA) – Paul Leonard Library State University
- 1995

Ankara – Museo Ataturk, "Tra logos e melos"
- 1997

Saarlouis (Germania) – Museum Hans Ludwig, "Gesammelt in Saarlouis"
Frankfurt – Frankfurter Westend Galerie, "Kunstler der Galerie"
- 1998

Genova – Palazzo Ducale, "Trasparenze"
- 2003

Saarlous – Museum Hans Ludwig, "Ein Fruhlingsstrauss bunter bilder"
- 2008

Sockholm - Moderna Museet, "Time and Place Milano Torino"
- 2009

Zurich - Kunsthaus, "Hot Spots, Milano, Torino, Rio de Janeiro, Los Angeles"
- 2011

Roma - Fondazione Roma Museo, "Gli irripetibili Anni 60"
Città del Vaticano - Aula Paolo VI, "Lo speldore della Verità, la bellezza della Carità"
- 2014

Saarlouis - Atelier Museum Hans Ludwig, "Unterwegs von Gestern nach Morgen"
- 2017

Genova - II Biennale di Genova - Premio alla Carriera
Milano - Museo del 900 e Gallerie d'Italia, "New York, New York - La Riscoperta dell'America"